# Rikke Sevecke
Rikke Læntver Sevecke (Nykøbing Falster, 15 giugno 1996) è un'ex calciatrice danese, di ruolo difensore.
Vincitrice di alcuni trofei con il Brøndby, dopo la prima parte giocata in patria prosegue la carriera in Francia, Inghilterra per poi terminarla negli Stati Uniti d'America, con la maglia del Portland Thorns, annunciando il proprio ritiro all'inizio del 2024, a soli 27 anni, a causa di problemi cardiaci.
Prima del ritiro ha inoltre fatto parte della nazionale danese, disputando un campionato mondiale e un europeo e maturando 54 presenze.

## Palmarès
- Campionato danese: 2

Brøndby: 2016-2017, 2018-2019
- Coppa di Danimarca: 1

Brøndby: 2016-2017